# Kathleen Case
Kathleen Case (ur. jako Catherine Walker, znana również jako Cathy Case, Kathy Case i Cassie Case 31 lipca 1933, zm. 22 lipca 1979) – amerykańska aktorką filmową i telewizyjną oraz baletnicą.

## Filmografia
| Rok  | Tytuł                   | Rola           | Notatki                  |
| ---- | ----------------------- | -------------- | ------------------------ |
| 1951 | Two Tickets to Broadway | Kobieta Ad-Lib | niewymieniony w czołówce |
| 1952 | Junction City           | Penny Clinton  |                          |
| 1953 | Last of the Pony Riders | Katie McEwen   |                          |
| 1953 | Flight Nurse            | Florence       | niewymieniony w czołówce |
| 1953 | The Eddie Cantor Story  | Francey        | niewymieniony w czołówce |
| 1954 | Human Desire            | Ellen Simmons  |                          |
| 1955 | The Second Greatest Sex | Tilda Bean     |                          |
| 1955 | Running Wild            | Leta Novak     |                          |
| 1956 | Calling Homicide        | Donna Graham   |                          |